# Айса (станция)
Айса (каз. Айса) — станция в Шетском районе Карагандинской области Казахстана. Входит в состав Успенского сельского округа. Код КАТО — 356477300.

## Население
В 1999 году население станции составляло 142 человека (72 мужчины и 70 женщин). По данным переписи 2009 года, в населённом пункте проживало 166 человек (82 мужчины и 84 женщины).